# Ten’en
Ten’en (japanisch 天延) ist eine japanische Ära (Nengō) von  Januar 974 bis Januar 976 nach dem gregorianischen Kalender. Der vorhergehende Äraname ist Tenroku, die nachfolgende Ära heißt Jōgen. Die Ära fällt in die Regierungszeit des Kaisers (Tennō) En’yū. 
Der erste Tag der Ten’en-Ära entspricht dem 16. Januar 974, der letzte Tag war der 10. August 976. Die Ten’en-Ära dauerte vier Jahre oder 938 Tage.

## Ereignisse
- 974 Fujiwara no Kanemichi wird Daijō Daijin

## Anmerkung
1. ↑  Die Zählung erfolgt hier nach dem japanischen Mondkalender, wonach die Ära bereits am 20. Dezember 973 und nicht wie im gregorianischen Kalender erst im Januar 974 beginnt.